# Auhagen (Modelleisenbahn)

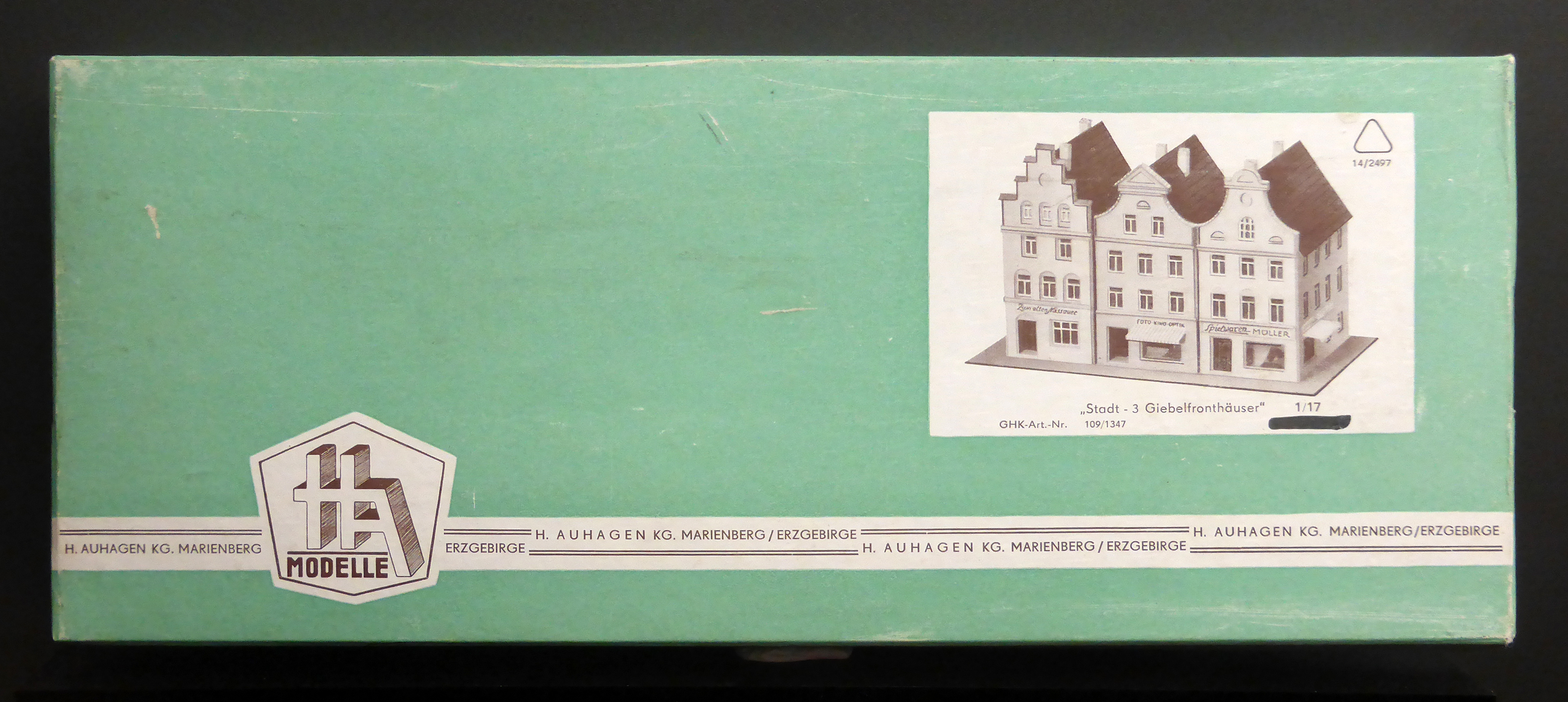
HA Modelle Verpackung um 1960.

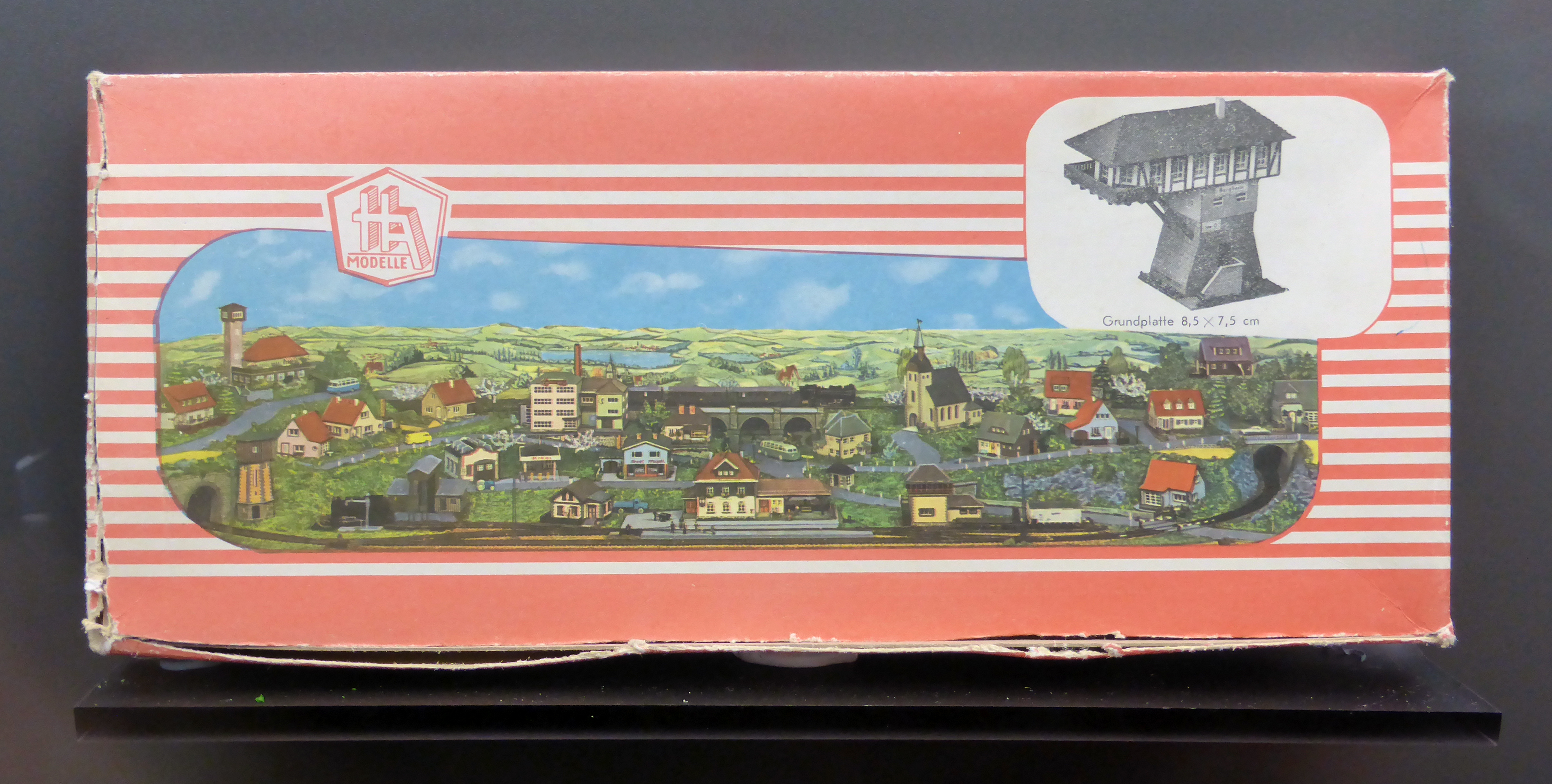
HA Modelle Verpackung um 1960.

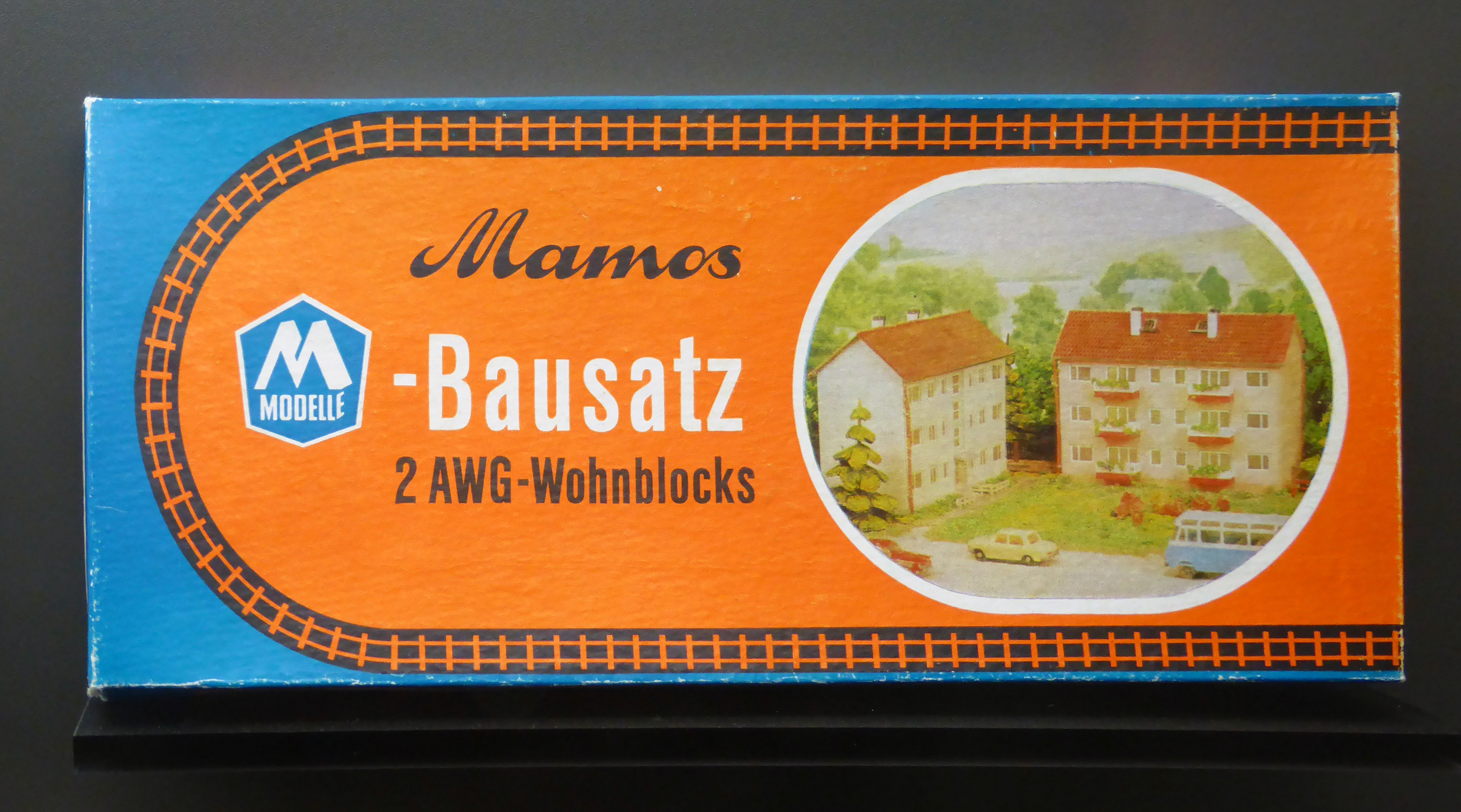
Mamos Verpackung um 1970.

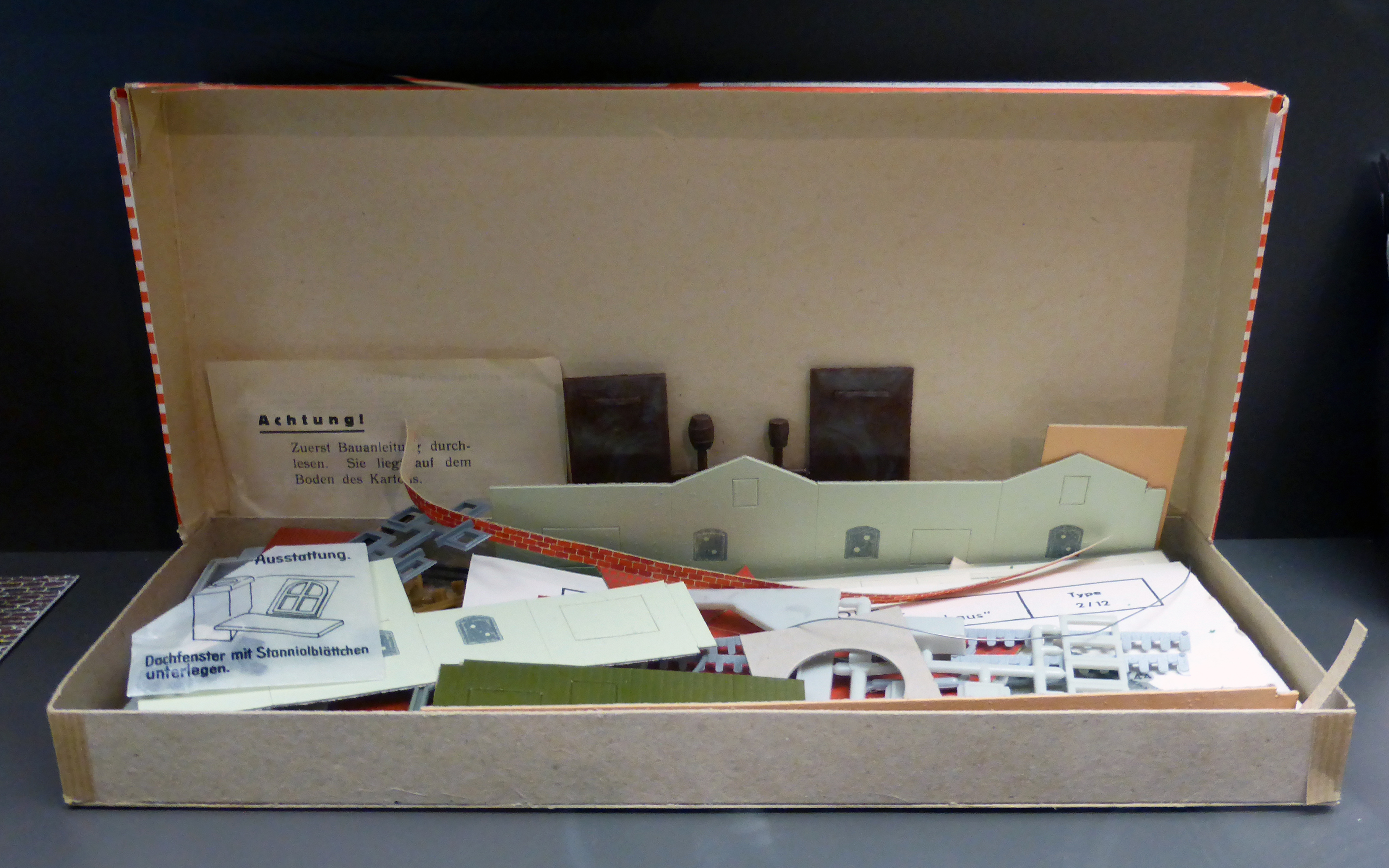
Bausatz

Die Auhagen GmbH ist ein Hersteller von Modelleisenbahn-Zubehör aus Marienberg im Erzgebirge. Das Unternehmen produziert seit 1952 Gebäudebausätze der Nenngröße TT, H0 und N. Es gibt auch Modelle für die Doppelverwendung H0/TT, die im Maßstab 1:100 hergestellt werden.

## Geschichte
Im Jahr 1885 gründete Heinrich Auhagen im Marienberger Ortsteil Hüttengrund eine Pappenfabrik, die nach dem unerwarteten Tod Heinrich Auhagens 1919 an dessen Sohn Rudolf überging. Als 1946 dessen Sohn Rudolf Auhagen Junior aus dem Krieg zurückkehrte, begann man bei Auhagen auch mit der Veredlung der produzierten Pappe. So wurden neben der Produktion von Kartonage, auch mit dem Prägen von Marmeladengläser-Deckeln und dem Stanzen von Christbaumschmuck begonnen. Bereits im Jahr 1952 begann der Betrieb mit der Herstellung von Modellbauhäusern, wobei die Bausätze aus Pappe bestanden und die Fassaden entsprechend geprägt wurden. Im Jahr 1958 gründeten Auhagen Senior und Junior dann gemeinsam die „H. Auhagen KG“. In den Jahren 1970/71 wurde die Pappenproduktion dann eingestellt, das Unternehmen modernisiert und das Gebäudesortiment von Pappe- auf Kunststoffbausätze umgestellt. 
1972 erfolgte die Verstaatlichung zum Volkseigenen Betrieb der DDR, und aus der Auhagen KG wurde der „VEB Modellspielwaren Marienberg-Hüttengrund“. Dieser wurde dem „Kombinat Holzspielwaren VERO Olbernhau“ zugeordnet. Die Modellbausätze wurden von nun nicht mehr als Auhagen-Bausätze, sondern als Mamos-Bausätze (Marienberger Modellspielwaren) vertrieben. 1979 wurde dann der VEB Modellbahnzubehör Marienberg (ehemals Karl Scheffler KG) in den Betrieb eingegliedert. Somit wurde die Produktion um beispielsweise Geländematten, Bäume und Bahnübergänge erweitert. 1980 erfolgte dann die Unterordnung zum „VEB Vero Olbernhau“ und die Umbenennung in VEB Vero Werk 5, Marienberg-Hüttengrund, der wiederum 1981 an das Kombinat Spielwaren Sonneberg angebunden wurde.

## Reprivatisierung
1990 wurde der Betrieb reprivatisiert und die Produktion von Modelleisenbahnzubehör und Kartonagen fortgesetzt. 1993 wurde die „Auhagen GmbH Modellspielwaren und Verpackungsmittel“ gegründet. Auhagen übernahm von einer Treuhandnachfolgegesellschaft 1996 die ehemalige VERO-Modelleisenbahnzubehör-Produktion aus Olbernhau und verlagerte sie an den Unternehmensstandort in Marienberg.
Durch eine Unwetterkatastrophe im Mittleren Erzgebirgskreis 1999 wurden die Produktionsstätten schwer beschädigt, als infolge eines Wolkenbruchs der Schlettenbach am 5. Juli 1999 über die Ufer trat. Die nachfolgenden Investitionen in den Hochwasserschutz konnten Schäden durch das Hochwasser 2002 weitgehend minimieren.
Das Unternehmen, das seit 2007 nur noch Auhagen GmbH heißt, ist aktuell in den Geschäftsbereichen Modelleisenbahnzubehör, Werkzeug- und Formenbau, Kunststoffspritzguss und Kartonagen tätig. Bis Juli 2019 war das Unternehmen in der vierten Generation in Familienbesitz, dann wurde es an die langjährigen Mitarbeiter Markus Hillig und Robert Werner verkauft.
Bildergalerie

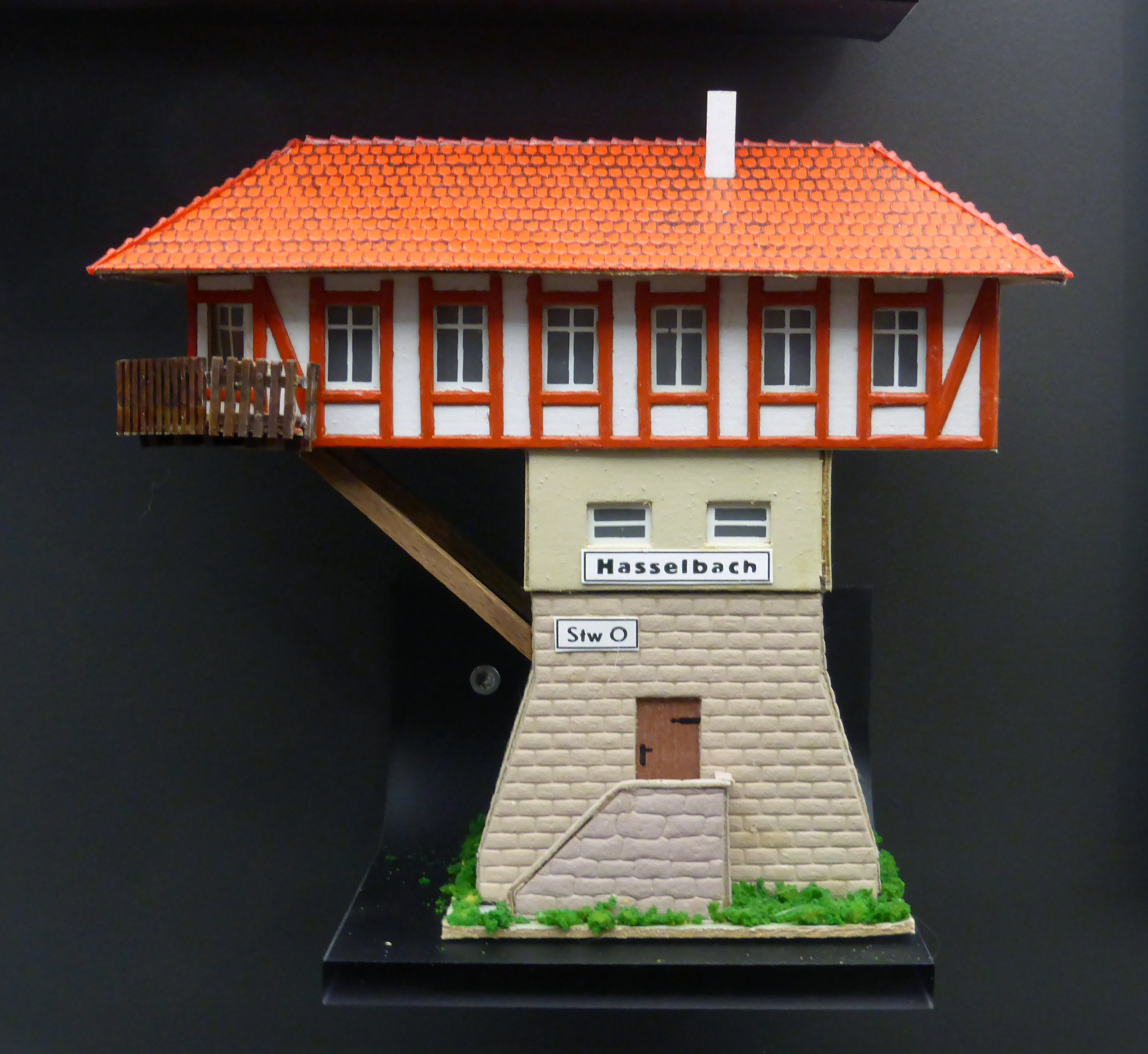
HM Modelle Stellwerk um 1960
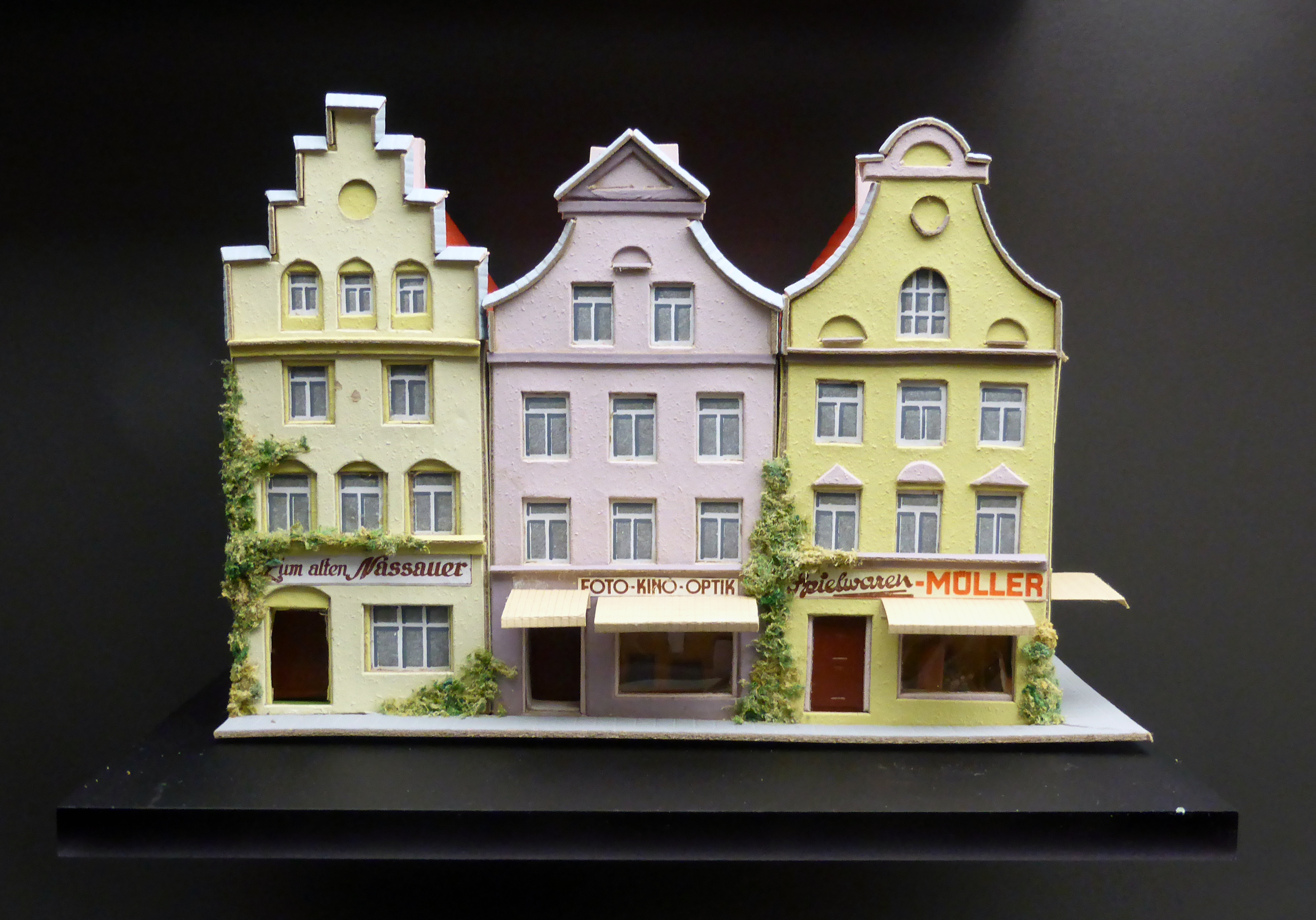
HM Modelle Giebelfronthäuser um 1960
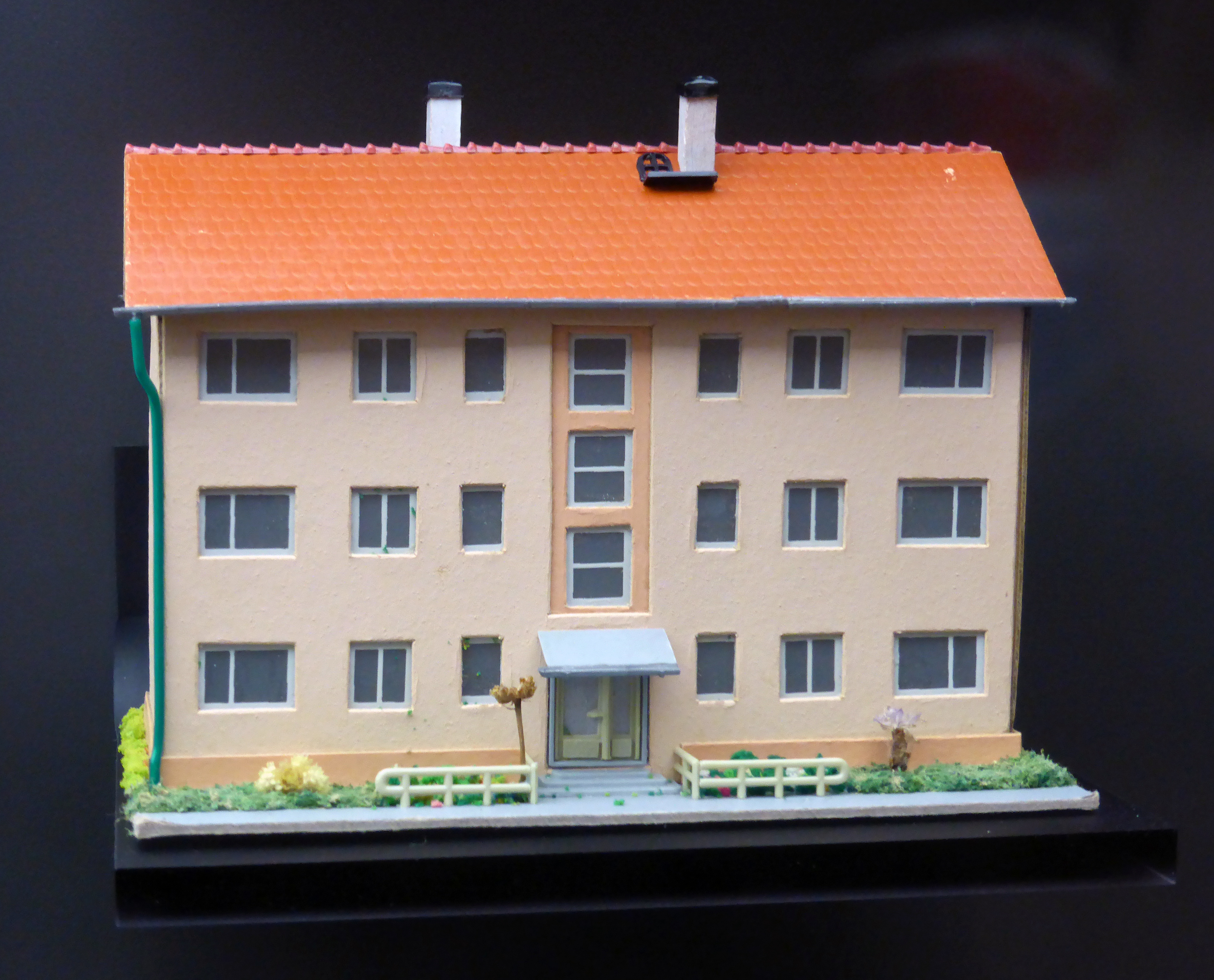
Mamos AWG-Wohnblock um 1970
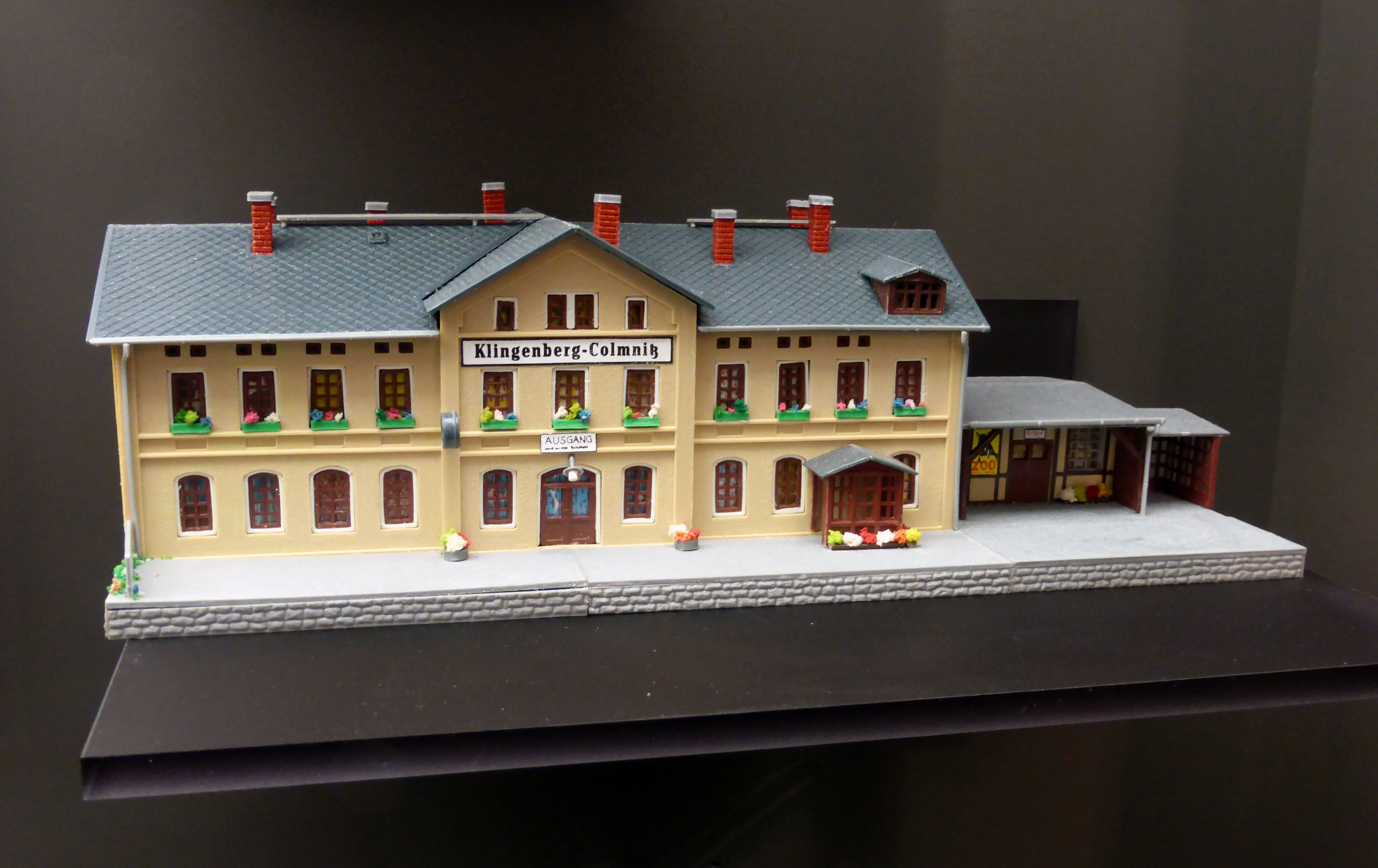
Bahnhofsmodell um 1970
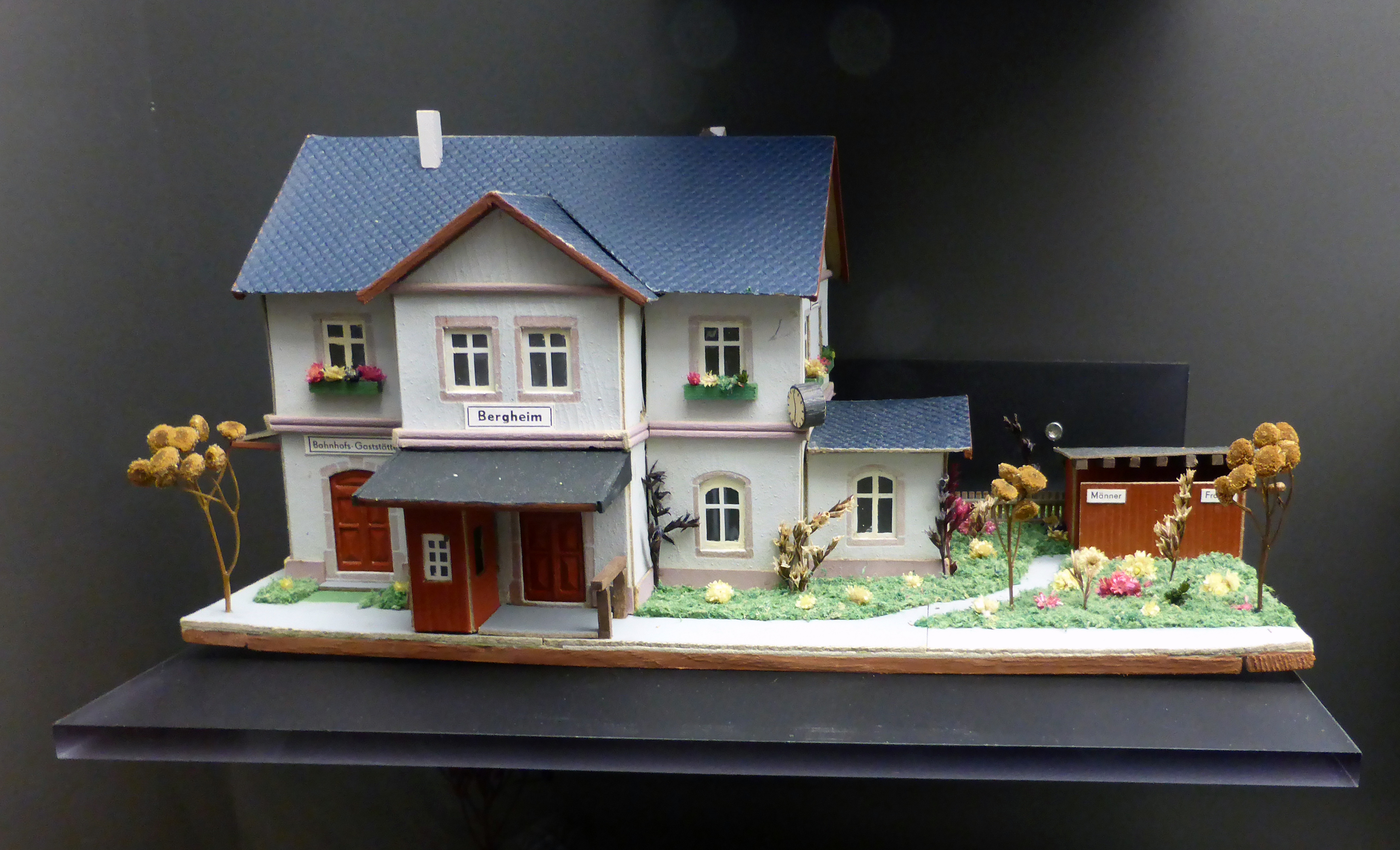
Bahnhofsmodell um 1970